# Villa Seurat
Pour les articles homonymes, voir Seurat.
La villa Seurat est une voie du 14e arrondissement de Paris, en France.

## Situation et accès
La villa Seurat est une voie publique située dans le quartier du Parc-de-Montsouris du 14e arrondissement de Paris. Elle débute, à l'ouest, au 101, rue de la Tombe-Issoire et se termine en impasse à l'est.

## Origine du nom
Elle porte le nom du peintre Georges Seurat (1859-1891).

## Historique
La voie est ouverte, lotie et bâtie en 1926, sous le nom de « cité Seurat » et conçue comme une cité d'artistes, qui regroupe plusieurs ateliers ou hôtels particuliers pour différents artistes.

## Bâtiments remarquables et lieux de mémoire
La villa Seurat, conçue comme une cité d'artistes, regroupe plusieurs ateliers ou hôtels particuliers construits de 1924 à 1926 pour différents artistes. 
- Au no 1 : la maison de l'écrivain Frank Townshend construite par André Lurçat en 1926 ; le peintre et ami des surréalistes Eugene McCown s'y installe en 1927[1]. En 1929, il y héberge le poète américain Hart Crane[2].
- Au no 1 bis : la maison du sculpteur Robert Couturier par Jean-Charles Moreux.
- Aux nos 3 et 3 bis : les ateliers des peintres Marcel Gromaire et Édouard Goerg, construits en 1925 par André Lurçat.
- Au no 4 : la maison de Jean Lurçat, construite en 1924 par son frère André Lurçat.
- Au no 5 : la maison du peintre Pierre Bertrand par André Lurçat.
- Au no 6 : la maison du sculpteur et céramiste Émile Just Bachelet par André Lurçat (plans initiaux de Lurçat modifiés par Bachelet).
- Au no 7 : la façade sur rue, l'escalier et la rampe de l'immeuble sont inscrits au titre des monuments historiques depuis 2023[3].
- Au no 7 bis : la maison-atelier de la sculptrice Chana Orloff (1888-1968), construite par l'architecte Auguste Perret en 1926. Chana Orloff l'occupe de 1926 à 1942[4]. Spoliée comme « bien juif », l'artiste la rachète en 1945 et y réside en alternance avec ses séjours en Israël. Aujourd'hui, inscrite monument historique, la maison se visite sur rendez-vous[5].
- Au no 8 : la maison de mademoiselle Quillé par André Lurçat.
- Aux nos 9 et 11 : les ateliers de Madame Bertrand et du sculpteur Arnold Huggler, construits par André Lurçat en 1926.
- Au no 13 : l’atelier de l’artiste peintre Lise Le Cœur (1942-2020).
- Au no 15 : maison construite par les architectes Maillard et Ducamp en 1963.
- Au no 16 : de 1934 à 1937, domicile du compositeur Maurice Thiriet (1906-1972) connu pour ses musiques de films, dont celle des Visiteurs du soir, de Marcel Carné (1942).
- Au no 18 : à partir de 1934, Henry Miller (1891-1980) y vit dans un studio, qu'Anaïs Nin a trouvé pour lui. Rejoint un temps par Michael Fraenkel, il y termine Tropique du Cancer[6]. Le peintre Mario Prassinos demeura également dans cette maison, ainsi que Chaïm Soutine et Antonin Artaud.
- Au no 20 : résidence du peintre italien Alberto Magnelli[7].
- Les maisons des nos 1, 3, 4, 5, 8, 9 et 11, dues à l'architecte André Lurçat, sont également inscrites aux monuments historiques[8].

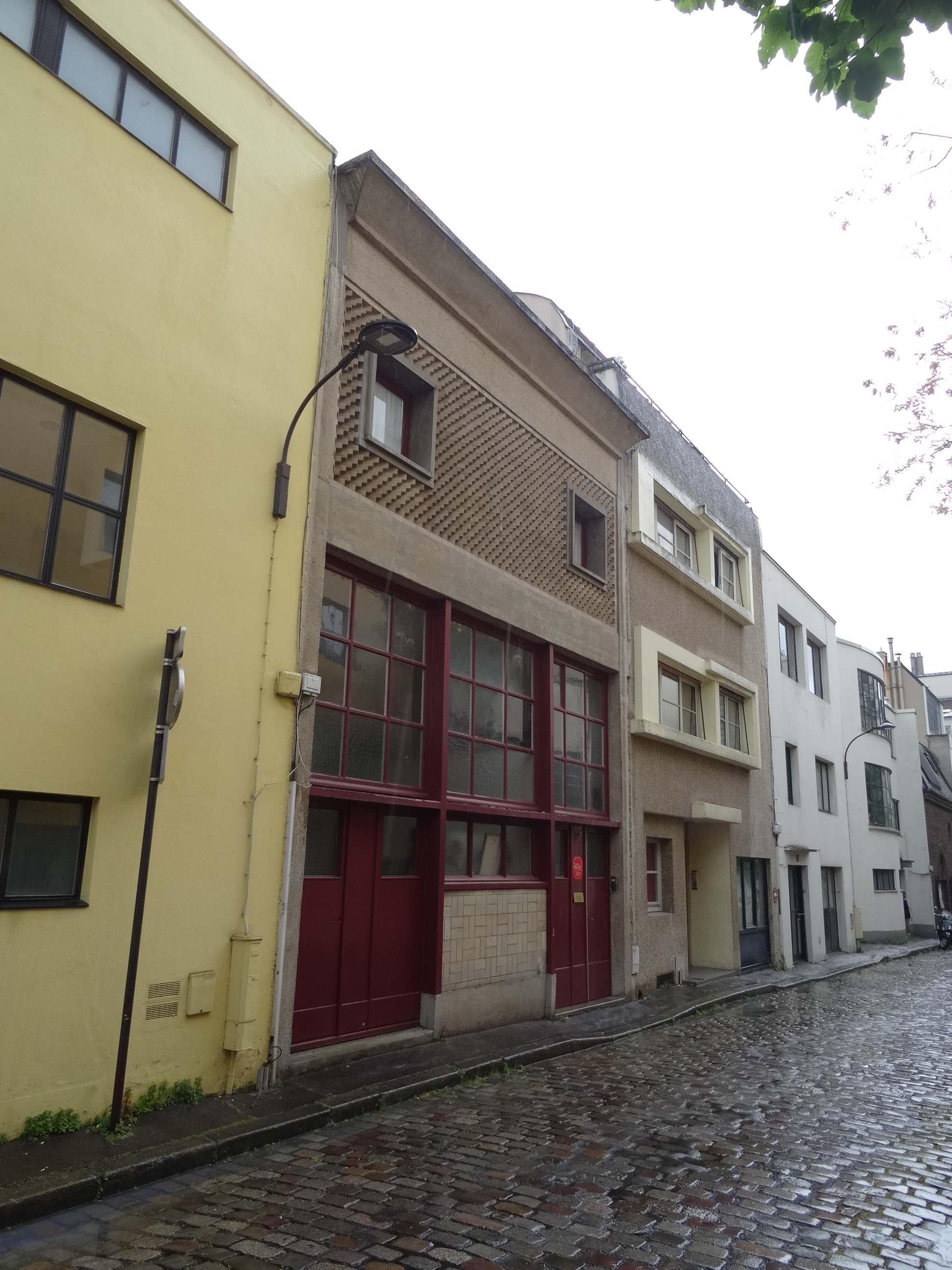
Maison-atelier de la sculptrice Chana Orloff.
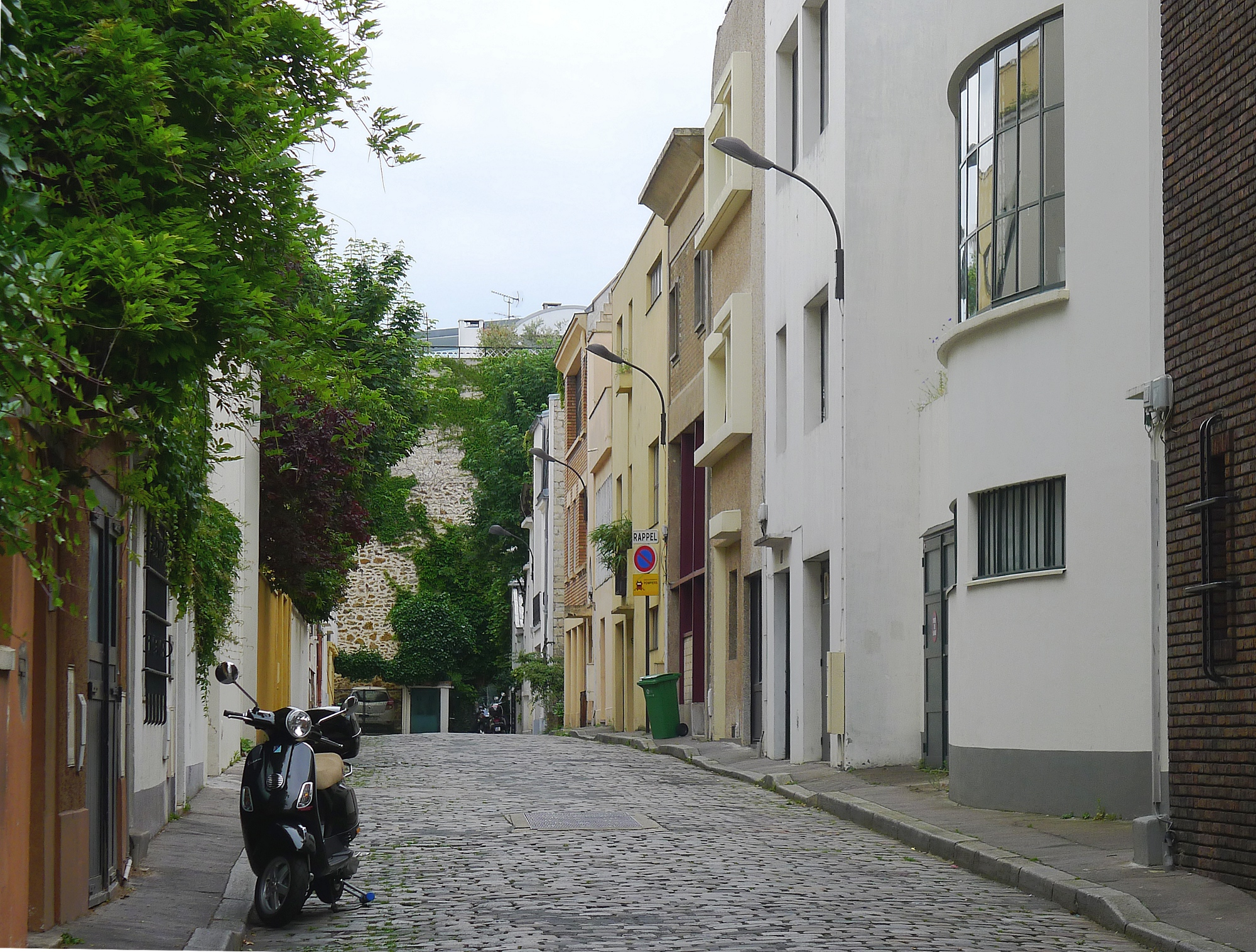
Partie orientale de la villa.
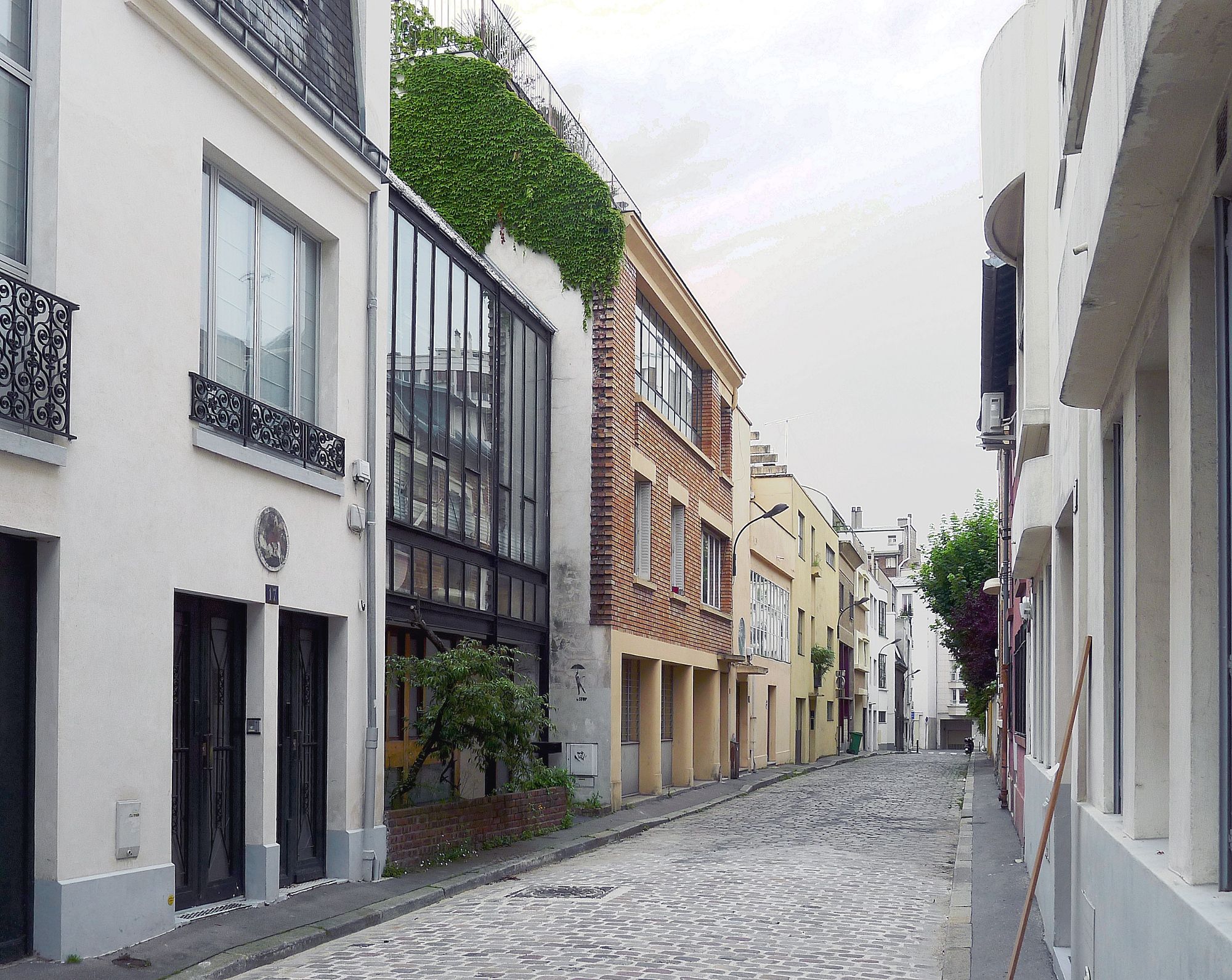
Partie occidentale de la villa.